# کورونیکوتو
کورونیکوتو (به لاتین: Kourouninkoto) یک منطقهٔ مسکونی در مالی است که در دایره کیتا واقع شده‌است.
 کورونیکوتو ۸۴۷ کیلومتر مربع مساحت و ۵٬۳۳۵ نفر جمعیت دارد و ۲۶۷ متر بالاتر از سطح دریا واقع شده‌است.